# MS Queen Victoria
MS Queen Victoria – statek pasażerski o pojemności 90 000. Jest obok RMS Queen Mary 2 i RMS Queen Elizabeth 2 trzecią „królową” we flocie firmy Cunard (po raz pierwszy w historii trzy jednostki o takiej nazwie). W odróżnieniu od nich jest statkiem wycieczkowym a nie transatlantykiem. W związku z tym QV nie jest
już RMS (Royal Mail Steamer - Królewski Statek Pocztowy) a tylko MS (Motor Ship).
Na Queen Victoria jest 1 007 kabin, z których 86% to kabiny zewnętrzne, a 76% z nich  posiada prywatne balkony. Na statku znajdują się m.in. eleganckie prywatne loże w trzypiętrowym Royal Court Theatre, Cunardia – pierwsze pływające muzeum Cunarda, pierwsza dwupiętrowa biblioteka z drewnianą boazerią, spiralnymi schodami oraz około 6000 książek, konserwatorium w stylu kolonialnym, z fontanną, zielenią oraz ruchomym szklanym dachem oraz Hemisphere’s – klub na najwyższym pokładzie.